# André de Cortanze
André de Cortanze (Parigi, 30 marzo 1941) è un dirigente sportivo, pilota automobilistico e progettista francese.
Ha partecipato a quattro edizioni consecutive della 24 ore di Le Mans e e del Campionato mondiale sport prototipi tra il 1966 e il 1969, ottenendo un terzo posto alla 1000 km di Monza del 1968.

## Biografia
Suo padre Charles de Cortanze (1900-1983), che era anche lui un pilota attivo negli ani '30, corse nel 1938 e arrivò quinto assoluto alla 24 ore di Le Mans.

## Carriera

### Progettista e dirigente

#### Alpine

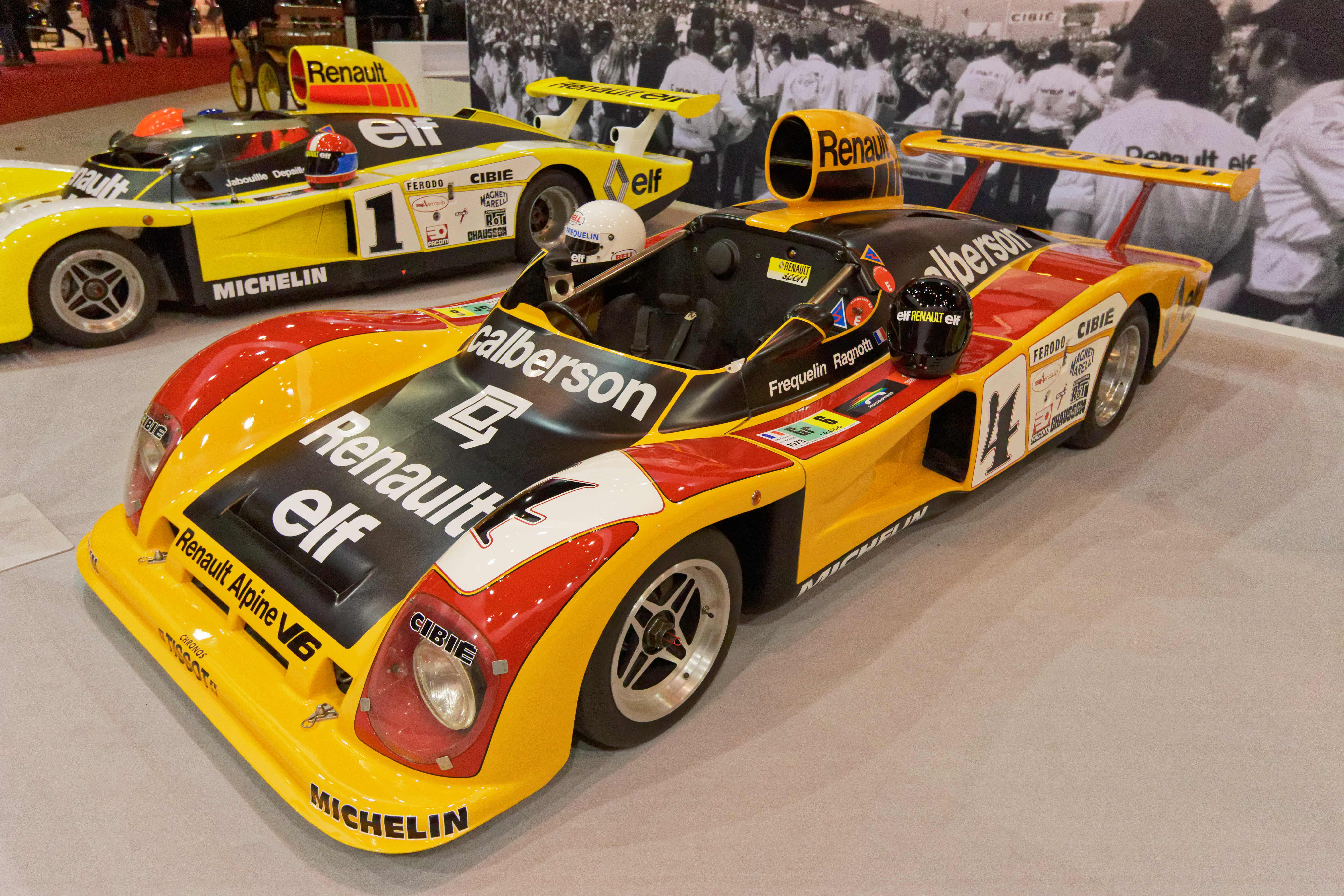
Alpine A442 del 1978

André de Cortanze studiò ingegneria meccanica presso l'Institut national des sciences appliquées di Lione negli anni '60, conseguendo il dottorato nel 1967. Dopo aver completato gli studi, de Cortanze inizio a lavorare come designer e progettista presso il reparto corse di Alpine. Dopo una iniziale breve fase di carriera da pilota da corsa, incominciò quattro decenni di carriera come progettista di veicoli da corsa.
I suoi primi progetti furono delle monoposto di Formula 3, 2 e Renault. Mentre stava ancora lavorando e sviluppando all'Alpine A330 come parte del team di progettazione, disegno le prime vetture ch furono l'A360 e l'A364. Entrambe le vetture furono utilizzate da Jean-Pierre Jabouille e Patrick Depailler Formula 3. Depailler vinse il campionato francese nel 1971 su una A360. Con la A367 sempre ideata da Cortanze, Jean-Pierre Jabouille vinse il Campionato Europeo di Formula 2 nel 1976.
La prima auto di Formula 1 che De Cortanze progetto l'Alpine A500. L'Alpine A500 era una monoposto prototipale la prima ad avere un motore turbo, che anticipò la Renault RS01, con la quale la Renault entrò nel Campionato del Mondo di Formula 1 nel 1977. André de Cortanze utilizzo la stessa sospensione dell'Alpine A442 per l'A500. La vettura venne collaudata e testata da Jean-Pierre Jabouille su diversi circuiti francesi tra il giugno 1976 e la primavera del 1977.

Un altro progetto importante per Alpine fu la A442, con cui Jean-Pierre Jaussaud e Didier Pironi vinsero la 24 Ore di Le Mans del 1978.

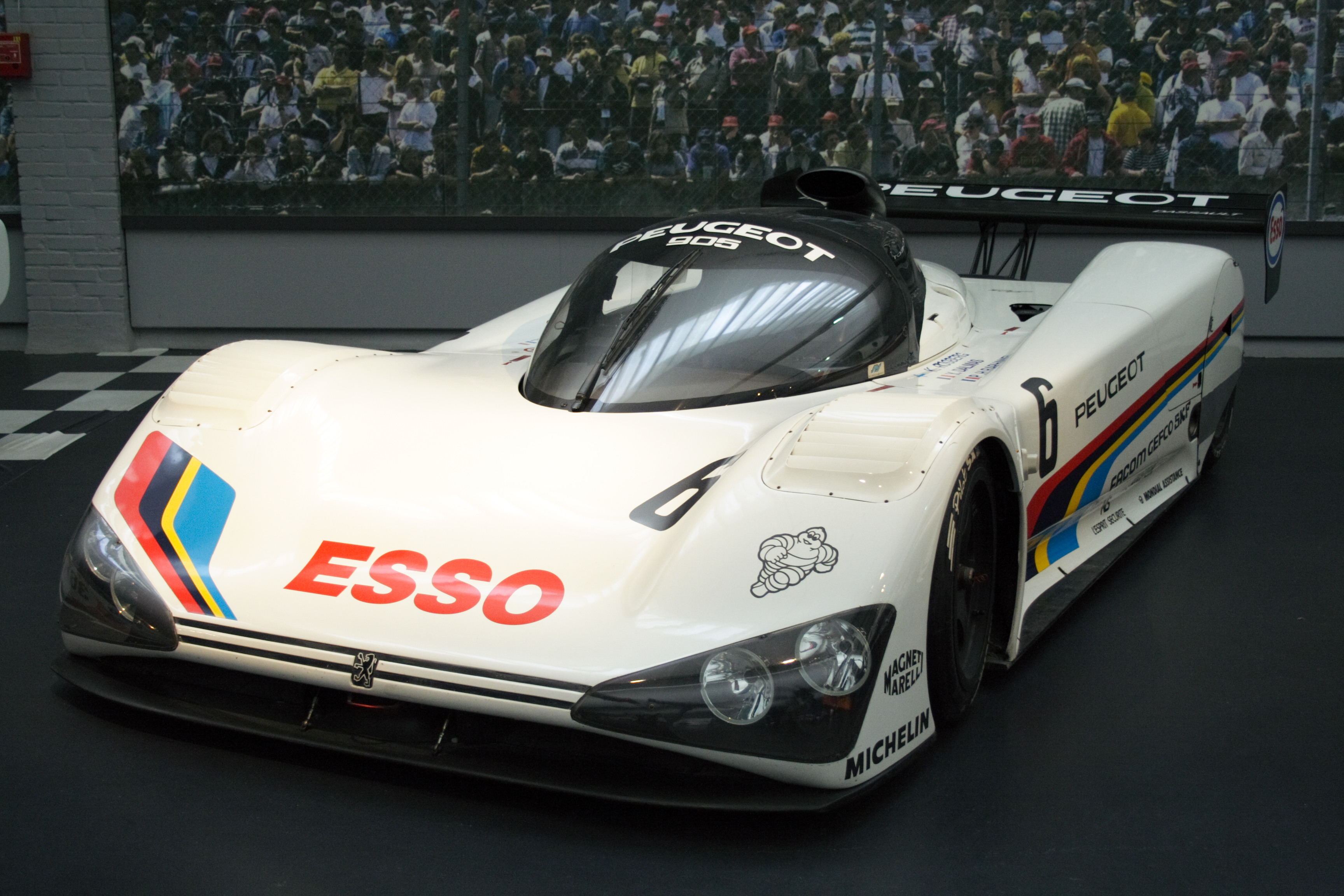
Peugeot 905 del 1990

#### Peugeot Talbot
Nel 1981 Jean Todt ingaggiò de Cortanze per il reparto corse della Peugeot Talbot; Nel 1982 de Cortanze iniziò a lavorare come direttore tecnico, mentre Todt era a capo del reparto corse. Nel 1982 il team Peugeot Talbot entrò nel Campionato del Mondo Rally a fine stagione, con i piloti Stig Blomqvist e Guy Fréquelin alla guida della Talbot Sunbeam Lotus. Il successo arrivò con la Peugeot 205 T16 da lui disegnata, con Timo Salonen nel 1985 e Juha Kankkunen nel 1986. Dal 1987 in poi sotto la sua supervisione, Peugeot ha vinto il Rally Dakar quattro volte di fila (una volta Kankkunen, tre volte Ari Vatanen).
Nel 1990 Peugeot decise di partecipare al campionato mondiale Endurance con la 905. L'auto venne progettata da de Cortanze e dal designer Gérard Welter. La carrozzeria venne costruito dalla Dassault Aviation. Con la 905, Peugeot vinse il Campionato del mondo del 1992 e la 24 Ore di Le Mans nel 1992 e nel 1993.

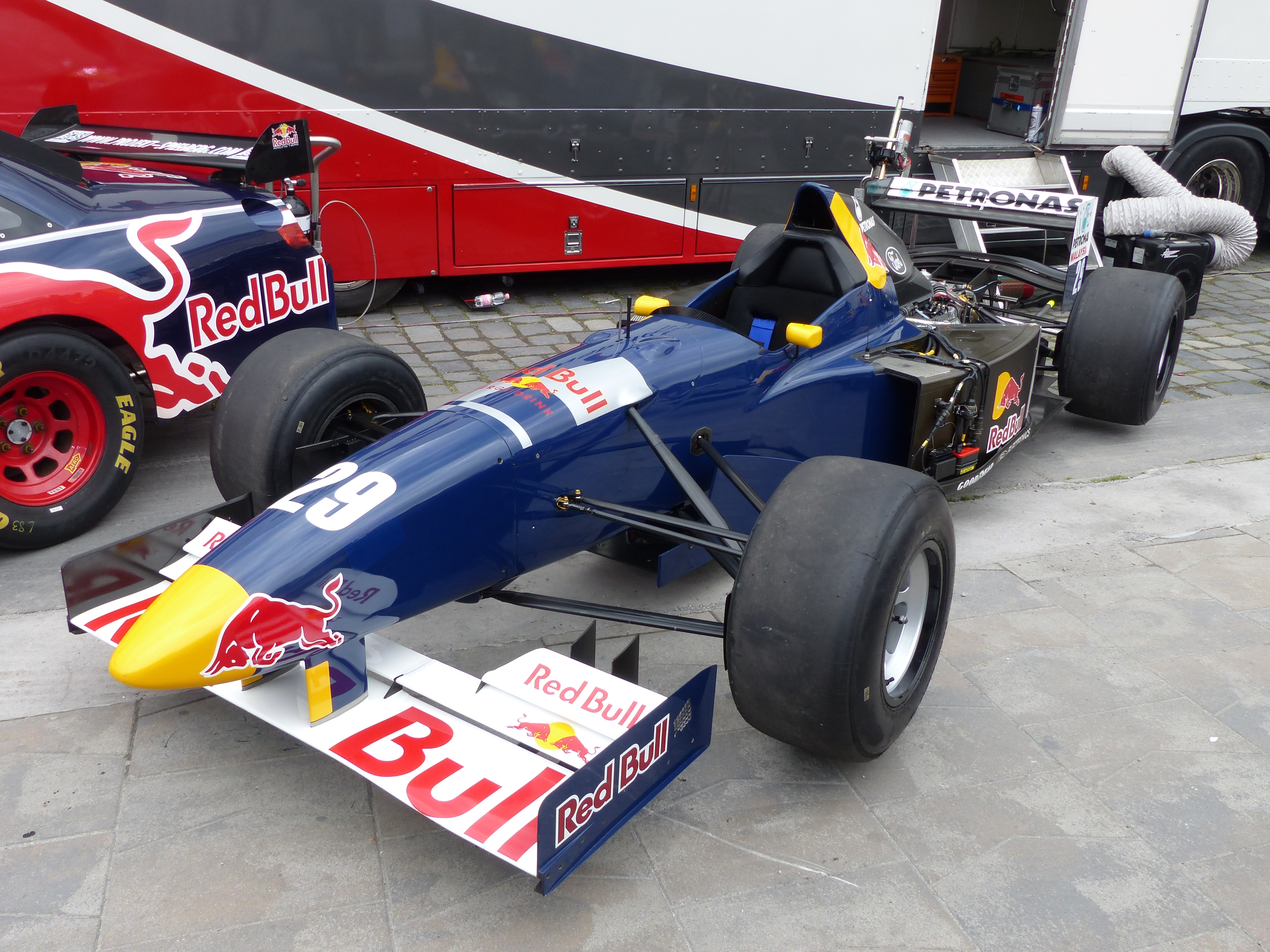
Sauber C14

#### Formula 1: Ligier e Sauber Motorsport
Dopo la 24 ore di Le Mans nel 1993, Peugeot ha interrotto il programma sportivo e de Cortanze passò in Formula 1 alla Sauber Motorsport. Insieme a Leo Ress, fu responsabile dello sviluppo della C13, utilizzata da Karl Wendlinger, Andrea de Cesaris, JJ Lehto e Heinz-Harald Frentzen nel Campionato del Mondo di Formula 1 nel 1994. Progetto anche la C14 nel 1995. A fine stagione lascio la squadra per assumere l'incarico di direttore tecnico della Ligier.

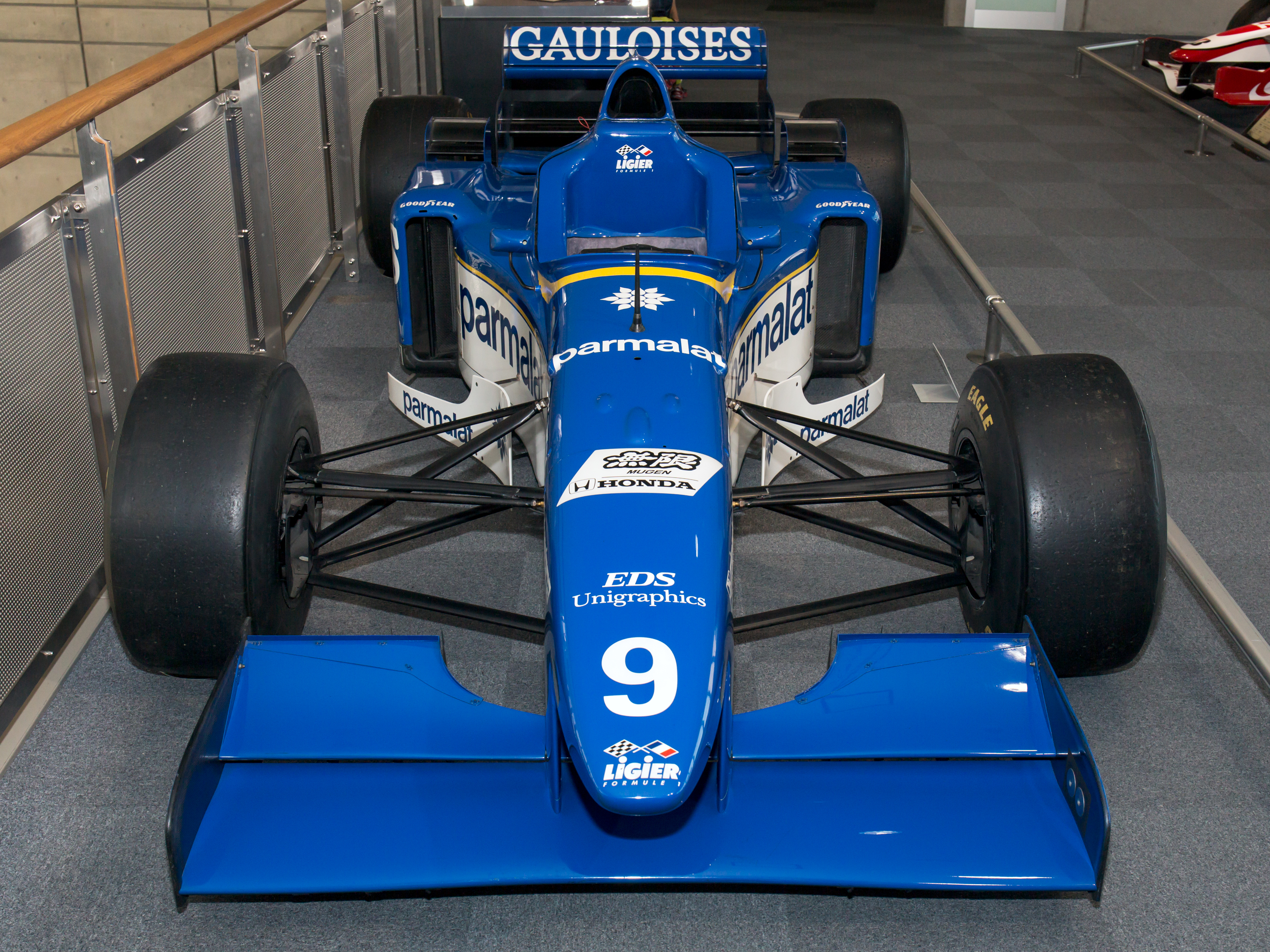
Ligier JS43

#### Toyota Motorsport

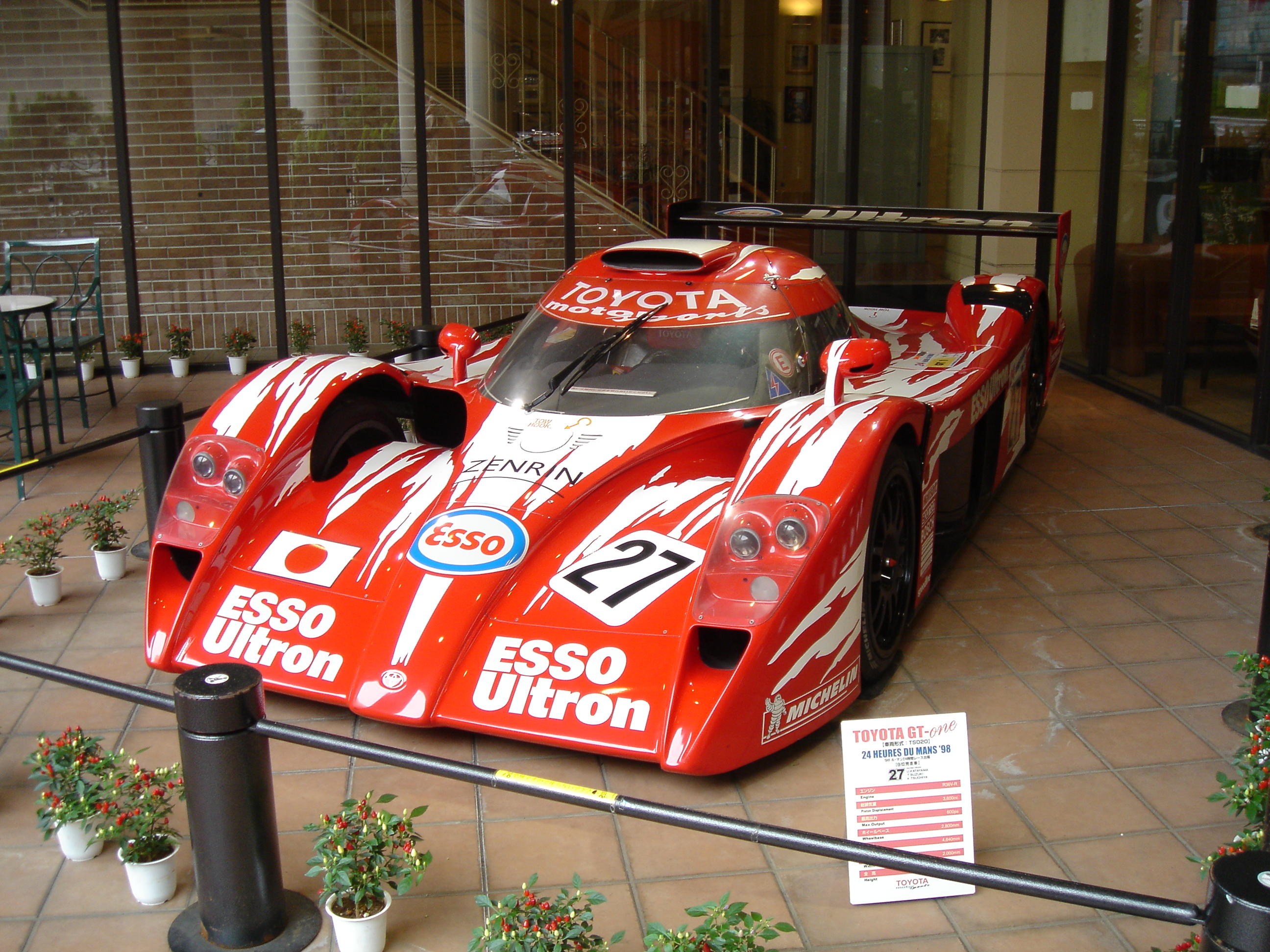
Toyota GT-One

Dopo un anno turbolento alla Ligier e prima dell'acquisizione da parte della Prost Grand Prix, de Cortanze venne sostituito da Loïc Bigois e accettò un'offerta dalla Toyota Motorsport. Quando de Cortanze entrò in Toyota nel 1997, lo sviluppo della Toyota GT-One era già in corso, ma venne coinvolto e apporto numerosi miglioramenti al progetto. Diresse e coordinò la scuderia Toyota nelle gare di Le Mans nel 1998 e nel 1999. 
Dopo il pensionamento della GT-One alla 1000 km del Fuji nel 1999, iniziarono i progetti della casa nipponica per entrare in Formula 1, in cui de Cortanze fu coinvolto e diresse lo sviluppo. Il suo contratto scadde nel maggio 2001, ancor prima che la Toyota Racing partecipasse nel campionato di formula 1.

#### Pescarolo Sport

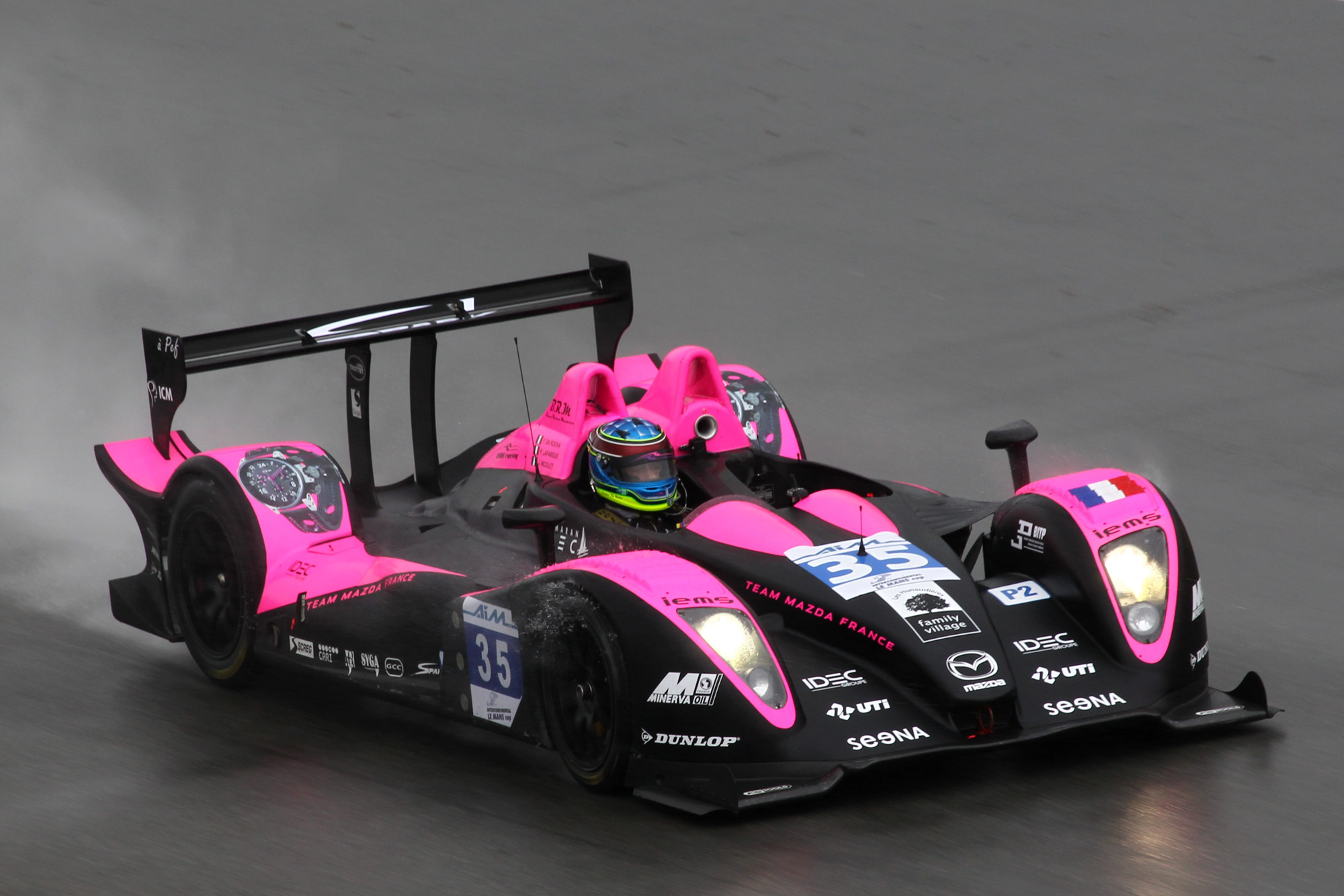
Pescarolo 01, uno degli ultimi progetti di de Cortanze

Dopo aver lasciato la Toyota, entrò a far parte nella scuderia di Henri Pescarolo come Direttore Tecnico. Le principali vetture progettate furono la Pescarolo C60 e la C02. A metà degli anni 2000, Pescarolo domino le gare della European Le Mans Series con la C60 e ottenne buoni piazzamenti anche a Le Mans.
Con la fine dell'attività agonistica della Pescarolo dopo la 24 Ore di Le Mans del 2012, de Cortanze andò in pensione e si ritirò dall'automobilismo sportivo.

### Pilota
La carriera agonistica di pilota automobilistico di de Cortanze ebbe inizio a Le Mans nel 1966 con ua Alpine A210 insieme a Jean-Pierre Hanrioud. Gareggiò quattro volte con Alpine a Le Mans. Nel 1968, quando già lavorava come progettista, concluse la gara insieme a Jean Vinatier sulla A220 all'ottavo posto assoluto.
Il suo miglior piazzamento internazionale fu il terzo posto ottenuto alla 1000 km di Monza del 1968, gara di campionato del Campionato Mondiale Sport Prototipi. Nel 1970 smise di correre e concluse la carriera di pilota, per concentrarsi come progettista.

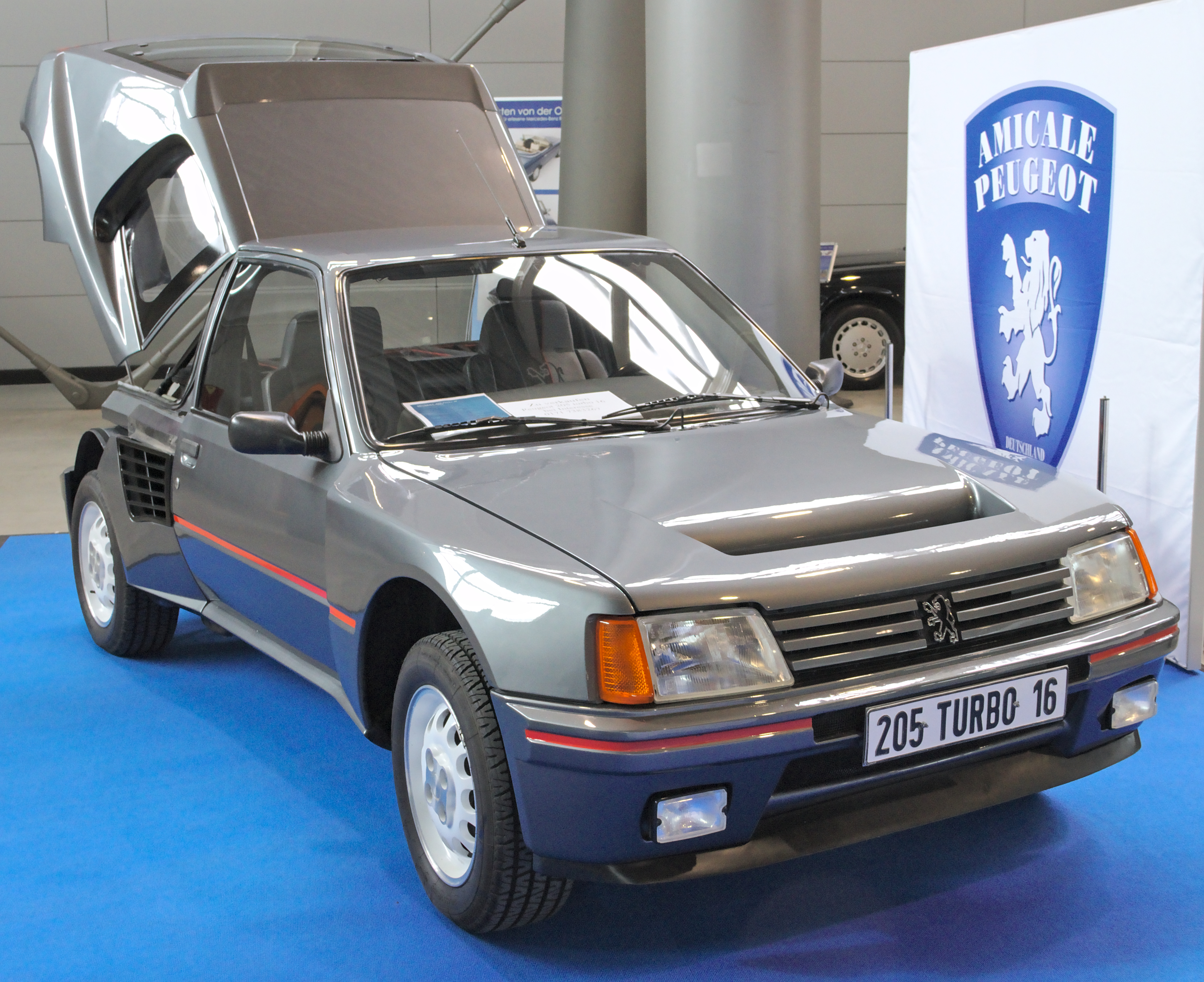
Peugeot 205 Turbo T16

## Vetture progettate

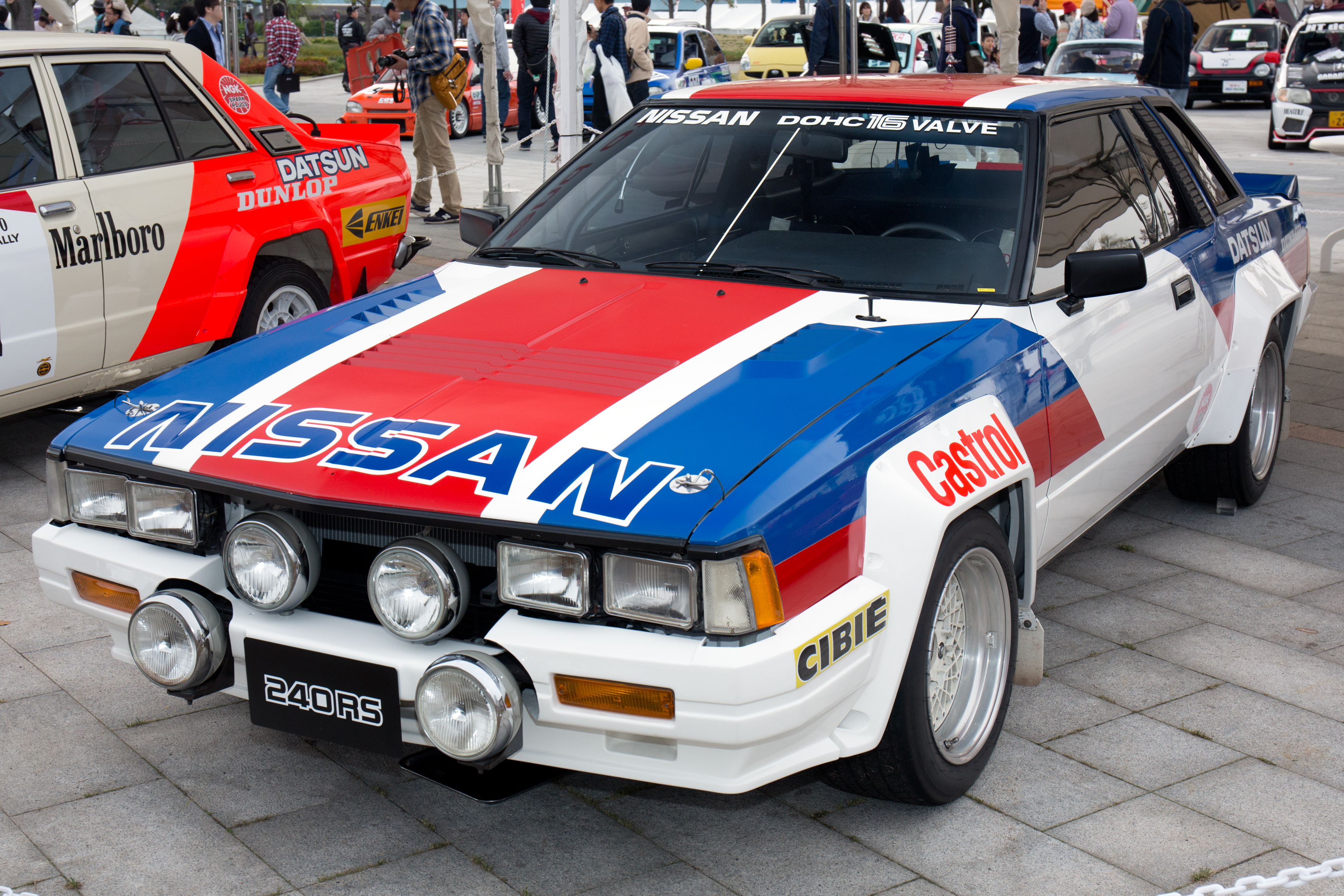
Nissan 240RS

- Alpine A330
- Alpine A360
- Alpine A364
- Alpine A367
- Alpine A500
- Alpine A442
- Nissan 240RS
- Peugeot 205 T16
- Peugeot 905
- Ligier JS43
- Sauber C13
- Sauber C14
- Toyota GT-One
- Pescarolo C60
- Pescarolo 01